# Cuthbert Hamilton
Cuthbert Hamilton (1885–1959) byl britský umělec spojený s hnutím Vorticismus a později se skupinou Group X.

## Životopis
Cuthbert Hamilton studoval na umělecké škole Slade School of Art. Byl jedním z průkopníků abstraktního umění v Británii a současníkem Wyndhama Lewise. V roce 1912 pracoval s Wyndhamem Lewisem na výzdobě nočního klubu Cave of the Golden Calf a následující rok se stal členem uměleckého uskupení Omega Workshops, založené v červenci 1913 členy skupiny Bloomsbury. V tomto roce se Wyndham Lewis přel s Rogerem Fryem o provizi z Omega Workshopu. Hamilton opustil uskupení Workshop spolu s dalšími umělci Williamem Robertsem, Frederickem Etchellsem, Edwardem Wadsworthem a Henrim Gaudier-Brzeskou. Všichni podporovali Wyndhama Lewise a založili s ním v březnu 1914 skupinu Rebel Art Centre. Umělci byli později spojeni s uměleckým hnutím Vorticismus. 
Hamilton byl jedním z těch, kteří podepsali Vorticistický manifest, a také přispěl materiálem k prvnímu vydání vorticistickému časopisu BLAST. V letech 1915 a 1916 otevřel v Kensingtonu Yeoman Pottery. Během první světové války se stal Hamilton Special Constable. Po válce vystavoval s novou skupinou Group X, kterou založil W. Lewis a další člen avantgardní skupiny Edward McKnight Kauffer.
Hamilton se oženil s dcerou bohatého pojišťovacího obchodníka a v roce 1920 uzavřel Yeoman Pottery, vzdal se veškeré umělecké tvorby a během zbývající části života už se nezúčastnil žádných výtvarných výstav.